# Easy Does It
Easy Does It è un album di Bobby Timmons, pubblicato dalla Riverside Records nel 1961. Il disco fu registrato il 13 marzo dello stesso anno al "Bell Sound Studios" di New York.

## Tracce
Lato A
1. Easy Does It – 4:48 (Bobby Timmons)
2. Old Devil Moon – 4:34 (E.Y. "Yip" Harburg, Burton Lane)
3. A Little Busy – 5:50 (Bobby Timmons)
4. Ghost of a Chance – 4:50 (Bing Crosby, Ned Washington, Victor Young)

Lato B
1. Pretty Memory – 4:29 (Bobby Timmons)
2. If You Could See Me Now – 6:27 (Tadd Dameron, Carl Sigman)
3. I Thought About You – 4:56 (James Van Heusen, Johnny Mercer)
4. Groovin' High – 3:31 (Dizzy Gillespie)

## Musicisti
Bobby Timmons Trio
- Bobby Timmons - pianoforte
- Sam Jones - contrabbasso
- Jimmy Cobb - batteria